# Pyongyang Racer

Koryo Tours Pyongyang Racer або Pyongyang Racer — це гоночна гра 2012 року, розроблена Nosotek і опублікована Koryo Tours. Гравець керує Пхеньяном на Hwiparam II і відвідує кілька його визначних пам’яток, збираючи пальне та уникаючи інших транспортних засобів. Гра була створена як рекламна гра для Koryo Tours, туристичного агентства, яке організовує тури до Північної Кореї, аутсорсинговою компанією Nosotek у співпраці зі студентами Технологічного університету Кіма Чаека. Як одну з небагатьох північнокорейських відеоігор, Pyongyang Racer була випущена компанією Koryo Tours через її веб-сайт у грудні 2012 року. Рецензенти критикували геймплей гри, графіку, елементи керування та музику.

## Ігровий процес
Дія Pyongyang Racer відбувається в Пхеньяні, столиці Північної Кореї.  Гравець керує автомобілем моделі Hwiparam II (північнокорейського виробника Pyeonghwa Motors),  використовуючи клавіші WASD для прискорення, заднього ходу та керування, а також пробіл, щоб подати сигнал.  Їм доручено проїхати містом за заздалегідь визначеним маршрутом, починаючи та закінчуючи на площі Кім Ір Сена, і відвідати кілька його визначних пам’яток, зокрема готель Рюгьонг, Тріумфальну арку, статую Чолліма та ворота Потонг.   Проходження прицілу дає гравцеві відмітку про місцеперебування та відображає інформацію про об’єкт.  
Під час поїздки гравець повинен кілька разів збирати паливні баки, щоб протистояти автоматичному виснаженню датчика.   Зіткнення з нерухомими транспортними засобами три рази призводить до скидання гри.   У грі немає пішоходів.  Повернувшись на неправильну сторону дороги, гравець отримує догану з боку ДАІ, а під час виїзду з вулиці гравець повертається на неї.   Гра фіксує час, який гравець витрачає на проходження туру.  Koryo Tours підтримував таблицю лідерів із часом гравців і оновлював її, коли гравець надсилав знімок екрана своїх результатів електронною поштою. 

## Розробка та випуск
Pyongyang Racer — одна з небагатьох ігор, розроблених у Північній Кореї.  Повідомлялося, що це перший фільм, спрямований на міжнародну аудиторію.   Гру розробила німецько-північнокорейська компанія з інформаційних технологій Nosotek, заснована у 2007 році в Пхеньяні. Однією з основних операцій компанії була розробка мобільних ігор та ігор на основі Adobe Flash на основі аутсорсингу, деякі з яких були випущені берлінською компанією Exozet у Німеччині.   Ігри, раніше розроблені Nosotek, включають The Big Lebowski Bowling, Men in Black: Alien Assault і Bobby's Blocks.   Pyongyang Racer був створений як рекламна гра для Koryo Tours, британського туристичного агентства з Пекіна, яке в основному організовує тури до Північної Кореї.   Ідея виникла, коли менеджер Koryo Tours Нік Боннер попросив Фолькера Елоссера з Nosotek створити «веселу, ненасильницьку та неполітичну» гру, розроблену спільно з північнокорейською молоддю. За підтримки уряду Північної Кореї розробник працював зі студентами Технологічного університету імені Кіма Чака над створенням Pyongyang Racer в Adobe Flash.   Згідно з веб-сайтом гри, вона «не мала на меті стати високотехнологічною дивовижною грою 21 століття, а радше веселою гоночною грою (стиль аркади)».  
Koryo Tours випустила Pyongyang Racer на своєму веб-сайті 19 грудня 2012 року безкоштовно та доступна по всьому світу.   Гра стала популярною серед людей, які цікавилися Північною Кореєю через її дивацтва, і через кілька днів після випуску веб-сайт мав кілька збоїв. 

## Рецепція
Pyongyang Racer був зустрінутий негативними відгуками: К. Кастер з Tech в Азії розкритикував «досить жахливу» графіку як «повну збоїв і артефактів », також зазначивши повторювані пейзажі та низьку частоту кадрів.  Надя Саєдж ' віце -прем’єр-міністр, так само скаржилася на малонаселений ландшафт, який, за її словами, мав «візуальний блиск Саскачевану чи сільського Онтаріо ». Також посилаючись на простий ігровий процес, який коротко описується як «їздити по прямій протягом тривалого часу», вона назвала гру «вкрай нецікавою».  Саєдж погодився з Джейсоном Торчінскі з Jalopnik, який сприймав гру як «повільну, дико нудну, порожню, неймовірно обмежену та щонайменше на десятиліття відсталу технологічно».   Кастер описав ігровий процес як «жахливий» через відсутність викликів, низьку швидкість і погане керування транспортним засобом.  Крім того, він вважав музику «важко не сміятися», а Торчинський назвав її «приголомшливо дратує і постійно». Обидва заявили, що гра ненавмисно була схожа на пародію чи саркастичний коментар до реального Пхеньяну.  